# Новопокровка (Муромцевский район)
Новопокровка — упразднённая деревня в Муромцевском районе Омской области России. Входит в состав Моховского сельсовета. Исключена из учётных данных в 1989 г.

## География
Располагалась в близи северо-западной окраины болота разлив, в 8,5 км (по прямой) к востоку-юго-востоку от деревни Копьево.

## История
Основана в 1911 году. В 1928 году посёлок Ново-Покровский состоял из 30 хозяйств. В административном отношении входил в состав Качесовского сельсовета Большереченского района Тарского округа Сибирского края. Решением Муромцевского райисполкома от 31.07.1989 № 134 деревня Ново-Покровка Моховского сельсовета Муромцевского района была исключена из учетных данных района.

## Население
По результат переписи 1926 г. в поселке проживало 163 человека (77 мужчины и 86 женщин), основное население — русские.